# Puquina (Perú)
Puquina es una localidad peruana ubicada en la región Moquegua, provincia de General Sánchez Cerro, distrito de Puquina. Es asimismo capital del distrito de Puquina. Se encuentra a una altitud de 3134 m s. n. m. La zona es productora de orégano, palta y lima.

## Clima
| Parámetros climáticos promedio de Puquina | Parámetros climáticos promedio de Puquina | Parámetros climáticos promedio de Puquina | Parámetros climáticos promedio de Puquina | Parámetros climáticos promedio de Puquina | Parámetros climáticos promedio de Puquina | Parámetros climáticos promedio de Puquina | Parámetros climáticos promedio de Puquina | Parámetros climáticos promedio de Puquina | Parámetros climáticos promedio de Puquina | Parámetros climáticos promedio de Puquina | Parámetros climáticos promedio de Puquina | Parámetros climáticos promedio de Puquina | Parámetros climáticos promedio de Puquina |
| Mes                                       | Ene.                                      | Feb.                                      | Mar.                                      | Abr.                                      | May.                                      | Jun.                                      | Jul.                                      | Ago.                                      | Sep.                                      | Oct.                                      | Nov.                                      | Dic.                                      | Anual                                     |
| ----------------------------------------- | ----------------------------------------- | ----------------------------------------- | ----------------------------------------- | ----------------------------------------- | ----------------------------------------- | ----------------------------------------- | ----------------------------------------- | ----------------------------------------- | ----------------------------------------- | ----------------------------------------- | ----------------------------------------- | ----------------------------------------- | ----------------------------------------- |
| Temp. máx. media (°C)                     | 22                                        | 22                                        | 22                                        | 22                                        | 22                                        | 22                                        | 22                                        | 22                                        | 23                                        | 23                                        | 22                                        | 22                                        | 22.2                                      |
| Temp. media (°C)                          | 12.9                                      | 12.8                                      | 12.6                                      | 12                                        | 10.9                                      | 10.2                                      | 9.5                                       | 10.1                                      | 11.4                                      | 11.8                                      | 12.1                                      | 12.7                                      | 11.6                                      |
| Temp. mín. media (°C)                     | 9.5                                       | 10                                        | 9                                         | 8                                         | 7                                         | 7                                         | 6                                         | 7                                         | 7                                         | 8                                         | 8                                         | 9                                         | 8                                         |
| Fuente: climate-data.org                  |                                           |                                           |                                           |                                           |                                           |                                           |                                           |                                           |                                           |                                           |                                           |                                           |                                           |